# Государственный переворот в Пруссии 1932 года
Государственный переворот в Пруссии 1932 года (нем. Preußenschlag) — свержение действующего прусского правительства на основании чрезвычайного указа рейхспрезидента от 20 июля 1932 года, напоминавшее по своей форме путч и означавшее падение Пруссии как бастиона демократии.
20 июля 1932 года законное правительство Свободного государства Пруссия под руководством министра-президента Отто Брауна, не имевшее парламентского большинства, на основании чрезвычайного указа рейхспрезидента Пауля фон Гинденбурга было заменено рейхсканцлером Францем фон Папеном в качестве рейхскомиссара. Вторым указом того же дня министр рейхсвера Курт фон Шляйхер получил в Пруссии исполнительную власть и ограничил там основные права.
Рейхсканцлер фон Папен имел причины для свержения прусского правительства. Во-первых, после выборов в ландтаг Пруссии 1932 года сформировался парламент, в котором было невозможно создание новой правящей коалиции. Бывшее правительство Отто Брауна оставалось исполняющим обязанности и де-факто действовало как правительство меньшинства. Во-вторых, фон Папен придерживался ультраконсервативных взглядов и негативно относился к республике и демократии как формам правления, а в Пруссии с 1920 года стабильно находилась во власти коалиционного кабинета во главе с социал-демократом Отто Брауном. СДПГ была одной из партий, которая последовательно защищала Веймарскую республику и казалась многим немецким правым слишком левой (в те годы СДПГ ещё не отказалась от марксизма в своей программе и идеологии). В-третьих, официальной, формальной причиной разгона правительства было предполагаемое его неспособность сохранять порядок на улицах из-за нарастающих демонстраций и, в частности, кровавых событий в Альтоне. Однако события в Альтоне были нацистской провокацией, а само шествие СА в этом крайне левом районе Гамбурга было согласовано с правительством Германии. Тем не менее фон Папен и Гинденбург решили воспользоваться этим как поводом для обвинения исполняющего обязанности законного правительства Пруссии в утрате контроля над ситуацией и через президентский декрет ввели в Пруссии чрезвычайное положение.
Переворот ослабил действие федералистской Веймарской конституции и усилил централизацию Германии, что облегчило Гитлеру путь к консолидации своей власти во всей Германии в 1933 году. Непосредственным итогом государственного переворота в Пруссии стало устранение цитадели противников создания нового автократического государства.

## Исторический фон

### Дискуссии о реорганизации Германии
С конца 1920-х годов отношения между общегерманским правительством и Пруссией были предметом обсуждения в Лиге за обновление рейха (Bund zur Erneuerung des Reiches), членом которой состоял фон Папен. Целью Лиги Лютера (в честь основателя лиги Ганса Лютера) было укрепление центральной власти рейха, реорганизация Северной Германии, особенно Пруссии, которая была самой крупной землёй (субъектом) в составе Веймарской республики. Реорганизация подразумевала собой замену демократически избираемого прусского правительства и ландтага Пруссии на правительство всей Германии и рейхстагом, а также наделение рейхсканцлера полномочиями назначать рейхскомиссаров в Пруссию. Предполагалось, что Пруссия вопреки национальным интересам преследовала свои партикуляристские, регионалистские цели. Реализация подобной программы реорганизации в одностороннем порядке означала бы нарушение Прусской конституции.
В 1928 году собралась конференция земель (субъектов), которая состояла из членов кабинета министров Германии и премьер-министров всех земель. Конференция решила, что республике необходима реформа в вопросе отношений между центром и землями. А именно передача части текущих полномочий центральному правительству. Назначили конституционный комитет по разработке конституционной и административной реформе и улучшению финансового управления в землях.

Свободное государство Пруссия и его провинции в составе Веймарской республики

21 июня 1930 году комиссия выпустила своё предложение. Архитектор плана, министерский директор Прусской государственной канцелярии Арнольд Брехт обозначил реформу в четырёх пунктах:
1. Объединить центральную администрацию прусского правительства с центральной администрацией правительства Германии (объединение правительств).
2. Объединить центральные органы власти Прусского правительства с центральными органами власти Германии (объединение министерств).
3. Ликвидировать Пруссию как автономную землю.
4. Передать 13 провинций Пруссии, включая Берлин, под прямой контроль правительства Германии в качестве новых земель[3][5].

Реформаторские усилия столкнулись с возражениями прежде всего со стороны Баварии и Пруссии. Бавария, вторая по величине земля, возражала, поскольку её руководство опасалось, что этот проект немедленно объединит северные немецкие земли, в то время как юг получит лишь отсрочку от вступления в состав единого, нефедеративного рейха. 
Дальнейшие политические события сделали эти реформы невозможными. Тем не менее, как писал политолог Эверхард Хольтман: «основные элементы пакета реформ, такие как отмена у Пруссии статуса автономной земли, [...] с этого времени целенаправленно применялись в борьбе за власть в Германии».

### Идеи Папена о «Новом государстве»
Инициативу фон Папена в организации государственного переворота в Пруссии необходимо видеть в контексте его плана о «Новом государстве». Эта концепция в основном принадлежала журналисту и историку Вальтеру Шотте, а также журналисту и юристу Эдгару Юнгу. Они не поддерживали нацизм, они желали создать сильный автократический президентский режим с низкими полномочиями парламента (как во времена Кайзеровской конституции) и рейхсканцлером, зависящим лишь от доверия Рейхспрезидента. Шотте и Юнг видели такой режим необходимым этапом перед реставрацией монархии. Фон Папен, как и они, считали своей целью восстановление монархии Гогенцоллернов. «Новое государство» должно было стоять выше партикуляристских интересов отдельных классов или политических партий и обеспечивать безопасность, порядок и спокойствие для экономического развития.

## Ситуация в Пруссии после выборов в ландтаг 24 апреля 1932 года
Свободное государство Пруссия управлялось практически беспрерывно с 1920 года коалицией Веймарских партий (СДПГ, НДП и партия Центра) во главе с Отто Брауном. На выборах в ландтаг Пруссии 24 апреля 1932 года правящая коалиция фактически впервые в истории с момента принятия Прусской конституции тотально проиграла региональные выборы в Пруссии. На них НСДАП получила 162 места, а КПГ — 57 мест. Суммарно эти партии получили 219 мест из 423, то есть 52% всех мест. Нацисты и коммунисты не стремились к широкой коалиции с другими партиями и особенно друг с другом, что делало формирование нового правительства большинства в Пруссии невозможным. Де-факто после формальной отставки правительства земли (третьего кабинета Отто Брауна) оно оставалось исполняющим обязанности на временной основе в соответствии со статьёй 59 конституции Пруссии. Согласно ей, бывшее правительство выполняет свои обязанности вплоть до избрания ландтагом нового министра-президента Пруссии. Но так как единая кандидатура, которая устраивала бы коммунистов или нацистов и остальные партии в парламенте, была невозможна, то ситуация оставалась в подвешенном состоянии, где исполняющий обязанности кабинет Отто Брауна де-факто находился в положении правительства меньшинства. В похожей ситуации оказались правительства в Баварии, Гессене, Саксонии, Вюртемберге и Гамбурге, где на недавних региональных выборах тоже существенно расширили своё представительство КПГ и НСДАП.

## Подход Папена и Гинденбурга
Правоцентристская коалиция НСДАП и партии Центра (суммарно 53% мест) в Пруссии была технически осуществима. При коалиции с ультраправой НННП потенциальная коалиция могла рассчитывать на 260 мест из 423. Рейхсканцлер фон Папен старался договориться с нацистами о подобной коалиции, однако НСДАП требовала всю власть в Пруссии только себе и ставила партии Центра невыполнимые требования для коалиции. 
В итоге фон Папен решил пойти по пути старого проекта реорганизации рейха, включающего ликвидацию Пруссии. Однако законная реализация проекта реформ была бы долгой и тяжёлой. Поэтому он решил совершить государственный переворот и в нарушение конституции назначить рейхскомиссара вместо исполняющего обязанности правительства Отто Брауна, при необходимости при помощи рейхсвера. Таким образом фон Папен надеялся создать надёжную опору для «нового государства». 
Кроме этого, у рейхсканцлера фон Папена были для этого нужные прецеденты. В октябре 1923 года рейхспрезидент от СДПГ Фридрих Эберт издал чрезвычайный указ об «Имперской экзекуции» (Reichsexekution). В рамках него рейхспрезидент напрямую вмешивался во внутренние дела земли для обеспечения порядка и законности. Это было вызвано тем, что в октябре 1923 года члены демократически избранных коалиционных правительств Тюрингии и Саксонии, состоявшие из КПГ и СДПГ, организовали вооружённое коммунистическое восстание с целью захвата власти в Германии. Так как коммунисты буквально были частью местной демократически избранной администрации, эти правительства отстранили от власти на основании того, что мир и порядок в этих землях находился под угрозой.
Рейхсканцлер фон Папен посчитал, что подобное оправдание может быть использовано и против Пруссии после кровавых столкновений в Альтоне 17 июля 1932 года. СА, на которые фон Папен снял запрет, устроили в городе провокацию. Действия полиции и местных властей несравнимы с действиями коммунистов в правительстве Саксонии в 1923 году. В 1923 году коммунисты-члены правительства Саксонии были связаны с организацией беспорядков, поэтому были сомнения в желании местного правительства действительно использовать полицейские меры для стабилизации положения. Однако в контексте правительства Пруссии 1932 года об подобном не могло быть и речи.
Ещё до столкновений в Альтоне 14 июля 1932 года рейхспрезидент Гинденбург по просьбе фон Папена подписал чрезвычайный указ без проставленной даты, который в соответствии со ст. 48 Веймарской конституции при совместном подписании с рейхсканцлером позволял использовать рейхсвер для восстановления порядка, если он под угрозой. По этому указу Гинденбург уполномочил рейхсканцлера фон Папена стать рейхскомиссаром Пруссии и отстранить законное правительство Пруссии. Оставив указ без даты, Гинденбург дал фон Папену возможность выбрать наилучшее время для его реализации. После событий в Альтоне фон Папен выбрал 20 июля 1932 года. Примечательно, что вариант оставить законное правительство меньшинства Отто Брауна рейхсканцлер даже не рассматривал.

## Ход путча
20 июля 1932 года заместитель президента-министра Пруссии Генрих Хирцифер (исполнял обязанности заболевшего в то время Отто Брауна) вместе с министром внутренних дел Пруссии Карлом Зеверингом и министром финансов Пруссии Отто Клеппером отправились на встречу к фон Папену по его приглашению. Рейхсканцлер рассказал им о чрезвычайном декрете Гинденбурга и говорил о его необходимости из-за беспорядков в Пруссии. Было объявлено чрезвычайное положение, а глава Рейхсвера назначен носителем исполнительной власти в Пруссии. Представители Пруссии выступили против указа. Они заявили, что Пруссия не нарушала своих обязанностей перед федеральным правительством по Веймарской конституции и её руководство делало всё возможное для восстановления порядка. Поэтому правительство Отто Брауна объявило указ неконституционным. Министр внутренних дел Пруссии Карл Зеверинг отказался добровольно сложить с себя полномочия и заявил, что он подчинится только силе.
Отто Клеппер через год в изгнании сообщил газете The New Journal, что он очень надеялся, что Карл Зеверинг действительно окажет твёрдое сопротивление, тем более что на той встрече фон Папен и министр внутренних дел Германии Вильгельм фон Гайль выглядели неуверенно: «я предложил прервать встречу с Папеном на час, чтобы обсудить дальнейшие действия правительства Пруссии, и пошёл к двери. Но Зеверинг заявил, что ему больше нечего со мной обсуждать и остался. Только тогда, когда стало ясно, что реального сопротивления не будет, государственному секретарю Эрвину Планку приказали привести в действие силы рейхсвера».
В тот же день министра внутренних дел Пруссии Зеверинга, под руководством которого находилось 90 тыс. прусских полицейских, позволил вывести себя из кабинета и министерства делегацией из 3 полицейских, которую возглавлял новый начальник полиции, назначенный фон Папеном. В 11:30 фон Папен ввёл военное положение в Пруссии и при помощи сил рейхсвера, которые составляли всего 100 тыс. человек без тяжёлой техники, занял МВД Пруссии, полицей-президиум в Берлине и штаб охранной полиции (Schutzpolizei).
Полицей-президент Берлина Альберт Гржезинский, его заместитель Бернхард Вайс и командующий охранной полицией, политик партии Центра Магнус Хаймансберг были взяты под стражу и освобождены на следующий день, они были отправлены в отставку. Сразу после отстранения правительства Отто Брауна началась масштабная чистка. Большое число прусских чиновников, входивших ранее в партии Веймарской коалиции, особенно СДПГ, отправлено в «временную» отставку и заменено на консервативных немецких националистов. Это направлялось против социал-демократических президентов провинций Пруссии и социал-демократов в органах полиции Пруссии. После указа 12 ноября 1932 года «временная» отставка превратилась в увольнение или перенаправление на более низкие должности в прусские провинции. Таким образом, в министерствах Пруссии отстранили 69 чиновников с республиканскими настроениями. Помимо членов кабинета Брауна, среди них были вице-президент провинции Восточная Пруссия и окружной администратор Калау в Бранденбурге Карл Фретер.
Чистка продолжалась вплоть до прихода нацистов к власти в 1933 году. Целенаправленные чистки против полиции, особенно политической полиции, заменили существенную часть государственного и силового аппарата Пруссии ещё до назначения Гитлера рейхсканлером. Сопротивления путчу не было, потому что исполнительный комитет СДПГ решил не сопротивляться, чтобы не спровоцировать Гражданскую войну.

## Правительство первого рейхскомиссара Пруссии
- Министерство внутренних дел Пруссии: Министр внутренних дел Германии, заместитель рейхскомиссара и заместитель рейхсканцлера Франц Брахт[англ.], бывший лорд-мэр Эссена
- Министерство торговли: Фридрих Эрнст, рейхскомиссар по банковскому надзору в кабинете Генриха Брюнинга
- Министерство финансов: Франц Шлейзенер, государственный секретарь прусского министерства финансов
- Министерство юстиции: Генрих Хёльшер, государственный секретарь прусского министерства юстиции
- Министерство культуры: Алоис Ламмерс, государственный секретарь прусского министерства науки, искусства и образования
- Министерство сельского хозяйства: Фриц Муссель, министерский директор министерства сельского хозяйства Пруссии
- Министерство социального обеспечения: Адольф Шайдт, министерский директор прусского министерства социального обеспечения

## Реакция прусского правительства
Прусское правительство решило не сопротивляться. Предложения по развёртыванию прусской полиции и Рейхсбаннера (парамилитарная организация Веймарских партий для защиты республики) — отклонены. Даже ненасильственное сопротивление в виде организации всеобщей забастовки или гражданского неповиновения государственных служащих было отклонено, так как предполагалось, что во время Мирового экономического кризиса и тяжёлой ситуации в самой Германии это окажет малый эффект и больше всего навредит самому электорату СДПГ. В случае же начала открытого силового противостояния прусское правительство боялось начала гражданской войны. А она была вполне возможна, если бы начались боестолкновения между вооружённой полицией Пруссии из 90 тыс. человек и рейхсвером в 100 тыс. человек. Кроме этого, казалось, что правовые, судебные методы защиты не были ещё исчерпаны и что дело можно решить в свою пользу в конституционном суде. 
Йозеф Геббельс записал в дневнике 21 июля 1932 года: «Красные упустили свой великий час. Он никогда больше не наступит».

## Судебное разбирательство: дело Пруссии против рейха

### Ходатайство о предварительном запрете
21 июля 1932 года правительство Пруссии подало ходатайство о предварительном запрете и конституционную жалобу в Государственный суд Германии. В число заявителей вошли: Свободное государство (земля) Пруссия, представленное Арнольдом Брехтом, парламентские группы СДПГ и партии Центра в прусском ландтаге, а также земли Бавария и Баден. Они оспаривали конституционность указа на основании того, что Пруссия не была неуправляемой, как предполагалось в президентском указе 20 июля 1932 года, на основании которого и сместили правительство. Поэтому они ходатайствовали о предварительном запрете: запретить назначенному рейхскомиссару выполнять свои обязанности до внесения вердикта. Ходатайство было отклонено 25 июля 1932 года, поскольку суд не хотел предвосхищать своё окончательное решение. Для объявления чрезвычайного указа рейхспрезидента недействительным необходимо было изучить правомерность обоснований для указа, которые ещё не были доступны суду. Также суд постановил, что временный запрет на исполнение рейхскомиссаром своих обязанностей может быть выдан только случае, если это будет необходимо для предотвращения существенного вреда. Но на тот момент невозможно было доказать, что Пруссия могла понести какой-либо вред в соответствии с чрезвычайным указом рейхспрезидента. Высший судебный корпус Веймарской республики в основном состоял из судей времён кайзера и отличался консервативностью во взглядах.

### Судебные слушания
В широко известном публичном слушании Арнольд Брехт в защиту Пруссии указал, что условия, близкие к гражданской войне в Пруссии, которые привели к чрезвычайному президентскому декрету — спровоцированы отменой запрета на СА 14 июня 1932 года. Брехт пытался доказать связь между правительством Веймарской республики и НСДАП в контексте кровавых событий в Альтоне 17 июля 1932 года. Он уверял, что правительство Германии согласовало свои действия с нацистами и вместе с ними целенаправленно работало над ликвидацией прусского правительства Отто Брауна. 
Георг Готхайнер, юрист и член НННП, выступал на слушаниях как главный представитель правительства Германии в суде. Он оспорил аргументы Брехта, заявив, что никаких твёрдых доказательств сговора правительства с нацистами нет. По его мнению, ярость НСДАП была вызвана несправедливым, предвзятым отношением к ней со стороны Прусского правительства. Готхайнер заявил, что Прусское правительство якобы боролось с нацизмом и поддерживало коммунистов. А отмена запрета СА должна была послужить выходом для якобы справедливого гнева со стороны нацистов.

### Решение суда
В октябре 1932 года суд вынес вердикт. В вопросе о наличии существенного нарушения или угрозы общественной безопасности и порядку Государственный суд установил, что правительство Пруссии было способно действовать и решительно защищать правопорядок. Таким образом, аннулировалось основание для 1 пункта чрезвычайного указа рейхспрезидента: «в случае, если Земля [субъект - прим.] не выполняет обязательств, возложенных на него Конституцией рейха или законами рейха, президент Рейха может использовать вооружённые силы, чтобы принудить её к этому» (ст. 48 Веймарской конституции).
Однако также суд установил, что факты, указанные в пункте 2 чрезвычайного указа рейхспрезидента, имели место: «если общественная безопасность и порядок серьёзно нарушены или находятся под угрозой..., президент рейха может принять необходимые меры для их восстановления, вмешиваясь, если необходимо, с помощью вооружённых сил» (ст. 48 Веймарской конституции).

По словам министерского советника по вопросам конституционного и административного права в рейхсканцелярии Рихарда Винштайна:
Указ рейхспрезидента от 20 июля 1932 года о восстановлении общественной безопасности и порядка на территории Свободного государства Пруссия совместим с Конституцией рейха, поскольку он назначает рейхсканцлера рейхскомиссаром Пруссии и уполномочивает его только временно лишать прусских министров официальных полномочий и принимать эти полномочия самому или передавать их другим лицам в качестве рейхскомиссаров. Однако разрешение не должно распространяться на Прусский государственный совет и избранных представителей Свободного государства Пруссия в рейхстаге, рейхсрате или в отношении других земель.
Однако предполагаемое сотрудничество между правительством Брауна и рейхскомиссаром, которое косвенно предусматривалось в решении суда, изначально было невозможным. Правительство Германии не намеревалось исполнять решения суда и возвращать власть в Пруссии законному правительству после того, как «временная» работа рейхскомиссара была бы завершена.
Решение частично оправдало обе стороны и сохранило дуализм Пруссии и рейха. Так как отстранение правительства Пруссии признавалось в решении суда незаконным, формально можно было потребовать восстановления прусского правительства, но в конце концов суд капитулировал перед новой действительностью. Кроме этого, решение по сути допускало нарушение конституции, поскольку суд уклонился от предъявления обвинения рейхспрезиденту Гинденбургу в антиконституционных действиях. Историк Майкл Столлейс оценил это решение как «веху в конституционной истории, описывающую падение республики. Комментаторы того времени чувствовали это, и это видно ещё более отчётливо сегодня».

### Реакция на решение суда
Согласно историку Дирку Блазиусу, вердикт суда был воспринят многими как неуклюжий провал правительства рейха. Только проправительственная пресса призывала к новому решительному шагу к авторитарному государству. Решения суда распространялись большинством газет и подготовили почву для популярного мнения, что в период неуверенности и беспорядков для их подавления необходимо чрезвычайное положение.
Политолог и историк Карл Дитрих Брахер в 1955 году оценил компромиссный вердикт суда как «гротескную амбивалентность». Хоть юридическая часть решения поддерживала точку зрения Пруссии, но «в то же время его основной политический тон, с его согласием с тем, что уже произошло, соответствовал путчистской направленности правительства рейха, которое поддерживалось лишь авторитетом рейхспрезидента и мощью рейхсвера». 
Карл Шмитт, представлявший Папена на суде вместе с Эрвином Якоби и Карлом Бильфингером, позднее подтвердил законность переворота в своём экспертном заключении.

## После решения суда
В период после чрезвычайного указа рейхспрезидента 20 июля 1932 года и до 25 октября 1932 года, когда суд вынес вердикт, назначенное Папеном правительство рейхскомиссара заменило высших административных и полицейских чиновников в Пруссии.
Правительство Брауна, формально восстановленное в соответствие с решением суда, но де-факто лишённое реальной власти, собиралось на еженедельные заседания кабинета министров Пруссии и называли себя «суверенным правительством». Тем не менее реальная власть принадлежала правительству рейхскомиссара во главе с Францем Брахтом. Только когда Адольф Гитлер захватил власть в 1933 году, Герман Геринг с помощью Папена добился от Гинденбурга нового чрезвычайного указа, официально низложившего «суверенное правительство» Брауна. Ответ правительства снова ограничился подачей жалобы в Государственный конституционный суд 7 февраля 1933 года.

## Текст чрезвычайного декрета Рейхспрезидента от 20 июля 1932 г.
Указ Рейхспрезидента о восстановлении общественной безопасности и порядка в Большом Берлине и провинции Бранденбург от 20 июля 1932 года.
«На основе статьи 48 (пункт 1 и пункт 2) конституции Рейха для восстановления общественной безопасности и порядка в Большом Берлине и провинции Бранденбург постановляю следующее:
1. Статьи 114, 115, 117, 118, 123, 124 и 153 Конституции Германии приостанавливаются до дальнейшего уведомления. Поэтому ограничения личной свободы: права на свободное выражение мнения, включая свободу печати, права на объединения и собрания; вмешательство в тайну переписки, почты, телеграфа и телефона; распоряжения о проведении обысков в домах, а также аресты и ограничения имущества допустимы за пределами установленных для них законом пределов.
2. С обнародованием настоящего указа исполнительная власть переходит к министру обороны Рейха, который может передавать её военным командирам. Для осуществления мер, необходимых для восстановления общественной безопасности, вся местная полиция [Schutzpolizei] указанной области подчиняется непосредственно носителю исполнительной власти.
3. Тот, кто нарушает приказы министра обороны Рейха или уполномоченных им военных командиров или подстрекает, или поощряет такое нарушение, наказывается тюремным заключением или штрафом в размере до 15 000 рейхсмарок, если существующие законы не предусматривают более строгого наказания. Тот, кто создаёт общественную опасность для жизни человека преступлением согласно пункту 1, наказывается тюремным заключением на не менее 6 месяцев, а если преступление влечёт за собой потерю человеческой жизни, то смертной казнью, при смягчающих обстоятельствах тюремным заключением на не менее 2 лет. Кроме того, может быть назначена конфискация имущества. Любое лицо, которое подстрекает или поощряет правонарушение, опасное для общества (пункт 2), наказывается тюремным заключением на срок не менее 3 месяцев.
4. Преступления, наказуемые пожизненным заключением в соответствие с статьями Уголовного кодекса 81 (государственная измена), 302 (поджог), 311 (взрыв), 312 (затопление), 315 п. 2 (повреждение железнодорожных сооружений) наказываются смертной казнью, если они совершены после вступления указа в силу. При тех же условиях смертная казнь может быть назначена в случае ст. 92 Уголовного кодекса (государственная измена); аналогично в случаях ст. 125 п. 2 (главари толпы и лица, совершающие акты насилия в составе толпы) и ст. 115 п. 2 (главари и лица, оказывающие сопротивление во время беспорядков), если исполнитель совершил акт сопротивления силой или угрозой оружием или в сознательном и преднамеренном столкновении с вооружёнными лицами.
5. По требованию носителя исполнительной власти министр юстиции Рейха учреждает чрезвычайные суды. Юрисдикция этих судов распространяется, помимо правонарушений, перечисленных в пункте 9 указа президента Рейха от 29 марта 1921 г. (Вестник законодательства Рейха, стр. 371), на проступки и преступления, предусмотренные в пункте 3 настоящего указа.
6. Настоящий Указ вступает в силу со дня его принятия.

20 июля 1932 года. Подписанты: Рейхспрезидент фон Гинденбург, Рейхсканцлер фон Папен, Рейхсминистр внутренних дел барон фон Гайль, Рейхсминистр вооружённых сил фон Шляйхер».